# 監票員
監票員是指為防止出現選舉舞弊而在選舉中負責監督選舉過程以及計票過程的人。每個政黨均可向每個投票站派出監票員。這些監票員通常須避免與選民直接接觸、避免穿戴含有政治口號的服飾以及禁止在選舉期間對選舉施加影響。监督员还可以向其所在的政黨竞选总部匯報非官方结果，因为正式结果可能需要一段时间後才能发布。